# 张之毅 (1914年)
张之毅（1914年—1987年），男，湖南醴陵人，中国社会学家，曾任中国社会科学院社会学研究所研究员。